# Louis Carrier
Pour les articles homonymes, voir Carrier (homonymie).
Louis Carrier (né le 24 novembre 1816 à Lévis, Québec - mort le 23 décembre 1874 à Lévis) est un homme d'affaires, un homme politique québécois et le premier maire de la ville de Lévis en 1861.

## Biographie
Fils de Louis Carrier Sr. et de Marie Nolin de Lévis, Louis Carrier fils avait deux frères nommés Antoine (1829-1906) et Augustin (1823-1908). Antoine était un homme d'affaires et Augustin était un agriculteur.
Louis Carrier était un homme d'affaires qui s'est associé avec son frère Antoine pour fonder une petite société. Il ouvrit à son compte un magasin. Il était le principal négociant de Lévis à cette époque. Lors de la dissolution de la société, son frère Antoine devint marchand-épicier et il ouvrit son commerce situé tout près du commerce de son frère. C'est-à-dire situé aussi au coin des rues Saint-Georges et Saint-Antoine.
Très vite apprécié par les citoyens de Lévis, Louis Carrier se lança en politique municipale lors des premières élections municipales de Lévis en 1861. Avant de se lancer en politique, il était très apprécié par le curé Joseph-David Déziel qui a songé à fonder une grande ville sur la Rive-Sud de Québec, après avoir fait construire l'église Notre-Dame-de-la-Victoire de Lévis en 1850 et la paroisse du même nom en 1851. 
Le 18 mai 1861, la charte d'incorporation de la nouvelle Ville de Lévis est officialisée. Louis Carrier se présenta aux élections et fut élu conseiller municipal. C'est le conseil municipal qui décida de le nommer maire de Lévis lors de la première réunion du conseil le 6 août 1861,. La première réunion du premier conseil municipal eut lieu dans la résidence du notaire Léon Roy située au 4, rue Wolfe. Cette résidence n'existe plus car elle fut remplacée par un édifice à deux logements. Le maire Carrier fut en poste de 1861 à 1870. Il était réélu par acclamation à tous les deux ans. En 1870, il se retira de la vie politique municipale en raison de son état de santé précaire car il se déplaçait difficilement. Le 3 février 1870, les citoyens de Lévis lui ont offert un riche service de table en argent à titre de reconnaissance pour les neuf années à la mairie de Lévis.
Très apprécié par le curé Joseph-David Déziel, celui-ci le nomma « fondateur » de l'église Notre-Dame-de-la-Victoire de Lévis car Louis Carrier était un généreux donateur pour les œuvres du curé Déziel.

## Vie familiale
Le 1er juin 1863, sa fille Henriette Carrier a épousé M. Charles-William Carrier fondateur de l'entreprise Carrier, Lainé et Cie en cette même année. Il fut aussi commis et associé de son beau-père au magasin de la rue Saint-Georges. Henriette et Charles-William n'avaient aucun lien de parenté proche.

## Décès en 1874
M. Louis Carrier est mort à Lévis le 23 décembre 1874 à l'âge de 58 ans. Il est inhumé dans la crypte de l'église Notre-Dame. Son épouse Marie-Émilie l'avait précédée le 19 janvier de cette même année.

## Anecdotes
La bâtisse qu'occupait le magasin de Louis Carrier était dans un délabrement avancée et elle fut détruite par un incendie le 22 avril 1916.
La résidence du maire Carrier était située au coin des rues Saint-Georges et Shaw (anciennement Desjardins et aujourd'hui nommée Dorimène-Desjardins). Elle fut démolie au début des années 1970 afin de permettre la construction d'un immeuble à bureaux situé actuellement au 5825, rue Saint-Georges près de la côte du Passage. La construction a été réalisée par l'entrepreneur Rolland Couillard associé à son neveu Claude Ruel.